# Ilja Głazunow
Ilja Siergiejewicz Głazunow (ros. Илья́ Серге́евич Глазуно́в, ur. 10 czerwca 1930 w Leningradzie, zm. 9 lipca 2017 w Moskwie) – rosyjski artysta malarz. Autor licznych portretów bohaterów Związku Radzieckiego, a także współczesnych przywódców Rosji. Udekorowany licznymi odznaczeniami państwowymi, w tym m.in. Orderem „Za zasługi dla Ojczyzny” I klasy. Pochowany na Cmentarzu Nowodziewiczym w Moskwie.